# Kopanina Kamieńska
Kopanina Kamieńska is een plaats in het Poolse district  Opolski (Lublin), woiwodschap Lublin. De plaats maakt deel uit van de gemeente Łaziska en telt 250 inwoners.